# Burr Oak (Iowa)
Burr Oak es un lugar designado por el censo ubicado en el condado de Winneshiek en el estado estadounidense de Iowa. En el Censo de 2010 tenía una población de 166 habitantes y una densidad poblacional de 92,89 personas por km².

## Geografía
Burr Oak se encuentra ubicado en las coordenadas 43°27′29″N 91°51′43″O / 43.45806, -91.86194. Según la Oficina del Censo de los Estados Unidos, Burr Oak tiene una superficie total de 1.79 km², de la cual 1.79 km² corresponden a tierra firme y (0%) 0 km² es agua.

## Demografía
Según el censo de 2010, había 166 personas residiendo en Burr Oak. La densidad de población era de 92,89 hab./km². De los 166 habitantes, Burr Oak estaba compuesto por el 96.99% blancos, el 0% eran afroamericanos, el 0% eran amerindios, el 0.6% eran asiáticos, el 0% eran isleños del Pacífico, el 2.41% eran de otras razas y el 0% pertenecían a dos o más razas. Del total de la población el 2.41% eran hispanos o latinos de cualquier raza.